# FMコザ
株式会社FMコザ（えふえむコザ）は、沖縄県沖縄市、うるま市、中頭郡北中城村、北谷町の各一部地域を放送区域として超短波放送（FM放送）を行う特定地上基幹放送事業者である。
FMコザの愛称でコミュニティ放送を行っている。

## 概要
1997年（平成9年）3月1日、沖縄県初のコミュニティ放送局として開局した沖縄市エフエムコミュニティ放送（FM Champla!（FMチャンプラ））が、親会社の経営悪化に伴いコミュニティ放送事業からの撤退を余儀なくされたことから事業を事実上承継した。
2004年（平成16年）3月31日に改めて放送局（現特定地上基幹放送局）の免許を取得し、コールサインも新たに指定され、JOZZ0AD-FMからJOZZ0AS-FMになった。
スタジオはパルミラ通りの旧FM Champla!のものを引き継いだが、2013年（平成25年）3月、国道330号沿いの中央パークアベニュー入口に移転、さらに2021年（令和3年）5月に同じ中央パークアベニューの別棟に再移転した。ガラス張りの公開スタジオで、カフェバーを併設している。
聴取エリアは、沖縄市全域、那覇市首里エリア、宜野湾市（一部）、西原町、中城村、北中城村、うるま市、北谷町、嘉手納町、読谷村。

## 主な番組
※詳しくは、タイムテーブルを参照。

### FMぎのわん・FMコザ同時放送番組
- My Oasis／DJ:火・上門みき、木・玉城実夏 （月 - 金　8:00 - 10:00、月・水・金はFMぎのわん発）
- 親分はイエス様／（月 11:00 - 12:00）
- 沖縄・手帳〜発行人の時間／（火 11:00 - 12:00、FMぎのわん発）
- ビジネス天国・沖縄／（金 13:00 - 14:00）
- Word of Life Hawaii（土 9:00 - 10:00）
- ウソのようなホントの話（わ）（日 9:30 - 10:00、FMぎのわん発）

### 自社制作番組
- コザりば／（月 - 金 12:00 - 13:00）
- アジクーターラジオ／（月 - 金 16:00 - 18:00）
- トゥナイト5／ （月 - 金 23:00 - 24:00）
- 中部論理法人会りんりんタイム／（月 10:00 - 11:00）
- FMコザ防災番組セイフティラジオ／（月 10:00 - 10:30）
- ホカクトワーズ／（月 18:00 ‐ 19:00）
- 沖縄市PTA連合会　わらびんちゃ〜応援ラジオ「ぱぁ〜っと!楽しく!あいえ〜な!」／（月 19:00 - 20:00）
- 244.Caffe（月、21:00 - 21:30）
- サブカルってなんなの??（月 21:30 - 22:00）
- 沖縄市まるっとつながるラジオ〜まるラジ〜／（火 10:00 - 11:00）
- 直ちゃん洋ちゃんのゆかいな不動産屋さん／（火 18:00 - 19:00）
- FM’s Take it easy（火 19:00 - 20:00）
- our favorite shop（火 20:00 - 21:00）
- KOZA DE IZA KOZA／（火 21:00 - 23:00）
- GOOD morning Koza／MC：スティービー（水 10:00 - 11:00）
- 松田一利の島唄ラジオ／（水 14:00 - 15:00）
- 平成パワー／（水 15:00 - 16:00）
- HERMANO RADIO SHOW／（水 21:00 - 22:00）
- 室井昌也　ボクとあなたの好奇心／（水 22:00 - 23:00）
- 愛守羅針盤（かふむいからはーい）SOSネット〜カララジ〜／（木 10:00 - 11:00）
- DAIGOとHな夜／（木 20:00 - 21:00）
- おかわりください／（木 21:00 - 22:00）
- 名無しラジオ／（木 22:00 - 23:00）
- Here.There and everywhere／（金 10:00 - 11:00）
- さんさんずのあびぶかってぃ〜フラ〜でナイト／（金 19:00 - 20:00）
- リバティ／（金、20:00 - 21:00）
- ゴスペルレディオステーション（土 8:00 - 9:00）
- football どっとコム／（土 11:00 - 12:00）
- 親子で笑びん／（土、12:00 - 12:30）
- ユキちゃんの昭和アイドル・アフタヌーン／（土 12:30 - 13:00）
- シェアハピRADIO／（土 16:00 - 17:00）
- TNエコロジー／（日 8:00 - 9:00）
- 百歳体操／（日 9:00 - 9:30）
- シニアドリームライフ／（日 12:00 - 13:00）
- パークアベニュー　歌謡サロン／（日 13:00 - 14:00）
- 島尻昇のラディカルラジオ／（日、15:00 - 16:00）
- べるるラジオ／（日 16:00 - 17:00）
- そわそわRadio／（日 18:00 - 19:00）
- 脳の筋トレラジオ〜コーチトレーニングってなあに?〜／（日 19:00 - 20:00）
- エクシストのお嬢さんたち／（日 22:00 - 23:00）

## 過去に放送した番組
- モーニングウェーブ76.1／MC：ケン（月 - 金 7:00 - 9:00）
- KAMたいむ～川満彩杏と久保深樹のアンダンテな月曜日／MC：川満彩杏、久保深樹（月 13:00 - 14:00）
- でり・シャリー・みずきの 月9DEナイト!?／MC：島みずき、Natasha Sharee、Hiroki Deliva（月 21:00 ‐22:00）
- 真栄城美鈴のスズかふぇ／MC：真栄城美鈴（火 19:00 ‐ 20:00）
- 具志堅ファミリーの時間ですよ!／MC：具志堅ファミリー（金 20:00 - 21:00）
- ぱふぉラジ／MC：ぱふぉ部（金 22:00 - 23:00）
- ちかしのドーナツ盤BOX／MC：ちかし（土 17:00 - 18:00）
- 琉球大学放送学部おさんじさん／MC：琉球大学放送学部員（日 15:00 - 16:00）